# Винтер, Офелия
Офе́лия Ви́нтер (полное имя Офелия Клерекопер-Винтер, фр. Ophélie Kleerekoper-Winter; 20 февраля 1974, Булонь-Бийанкур) — французская певица, актриса и телеведущая.

## Биография
Отец Офелии Винтер, Давид Александр Винтер, в 1970-х годах был известным нидерландским поп-певцом, а мать — французская модель, сейчас работает агентом Офелии. Её брат Майкл — певец и телеведущий. Родители Офелии развелись, когда ей было два года, и она уехала с отцом в США, где обучалась хореографии, вокалу, музыке и актёрскому мастерству.
В возрасте 17 лет Офелия приехала в Париж, где стала жить с матерью и братом. На Елисейских Полях её заметил модельный агент и предложил ей работу. В течение трёх лет она была моделью агентства «Шанз-Элизе» (фр. Champs-Elysees), после чего решила стать певицей и актрисой.
В 2007 году Офелия Винтер была задержана полицией по делу о торговле наркотиками, в котором проходила как потребитель наркотиков.

### Музыкальная и кинокарьера
Решение стать певицей Офелия приняла, когда узнала, что друг её отца, также певец, искал молодую певицу, чтобы создать дуэт. На протяжении 1996—2009 годов Офелия выпустила четыре альбома. Специально для неё поп-звезда Принс написал песню.
В 2000 году Офелия сыграла в фильме-пародии «Шестой элемент», где её партнёром был Лесли Нильсен. В том же году она сыграла богиню Аишу в экранизации романа Генри Хаггарда «Она», а также снялась в комедии «Моя жена — актриса».

## Дискография

### Альбомы
- 1996: No Soucy!
- 1998: Privacy
- 2002: Explicit Lyrics
- 2009: Résurrection

### Синглы
- 1992: When I Got the Mood
- 1994: Dad
- 1995: Dieu m’a donné la foi
- 1996: Shame on U
- 1996: Le feu qui m’attise
- 1996: Rien que pour lui
- 1996: Keep It on the Red Light (совместно с Кулио)
- 1998: I Spy
- 1998: Je marche a l’envers
- 1998: Elle pleure
- 1999: Je cours
- 2000: Ce que je suis
- 2002: Sache
- 2003: Tout le monde le fait
- 2009: Affection
- 2009: Juste un peu d’affection

## Фильмография
| Год  |   | Русское название                     | Оригинальное название         | Роль              |
| ---- | - | ------------------------------------ | ----------------------------- | ----------------- |
| 1996 | ф | Мужчина и женщина: способ применения | Hommes, femmes, mode d'emploi | блондинка         |
| 1997 | ф | Как убить жёнушку                    | Tout doit disparaître         | Ив Латур          |
| 1997 | ф | Круто ты попал                       | Bouge!                        | Офелия Винтер     |
| 1998 | ф | Что я сделал ради любви              | Folle d'elle                  | Лиза              |
| 2000 | с | Плащ и шпага                         | La cape et l'épée             | девушка кардинала |
| 2000 | ф | Шестой элемент                       | 2001: A Space Travesty        | Кассандра Бондаж  |
| 2001 | ф | Она                                  | She                           | Аиша              |
| 2001 | ф | Миленькие штучки                     | Les jolies choses             | Джессика          |
| 2001 | ф | Моя жена — актриса                   | Ma femme est une actrice      | девушка в поезде  |
| 2003 | ф | Плохое настроение                    | Mauvais esprit                | Кристель Порель   |
| 2010 | с | R.I.S. Научная полиция               | R.I.S. Police scientifique    | Изабель Балланкур |